# Univers
Universul (lat. universum) este totalitatea spațiului și timpului, a tuturor formelor de materie și energie. În timp ce dimensiunea întregului Univers nu este cunoscută, universul observabil poate fi măsurat și este estimat în prezent la 93 miliarde de ani-lumină în diametru. 
Cele mai vechi modele științifice ale Universului au fost dezvoltate de filosofi antici greci și indieni și au fost geocentrice, plasând Pământul în centrul Universului. De-a lungul secolelor, observațiile astronomice mai precise l-au determinat pe Nicolaus Copernicus să dezvolte modelul heliocentric cu Soarele în centrul Sistemului Solar. În elaborarea legii atracției universale, Isaac Newton s-a bazat pe lucrările lui Copernicus, precum și pe observațiile lui Tycho Brahe și legile mișcării planetare ale lui Johannes Kepler.
Îmbunătățirea observațiilor a dus la conștientizarea faptului că Soarele este una din sutele de miliarde de stele din Calea Lactee, care este una din sutele de miliarde de galaxii din Univers. Multe dintre stelele din galaxia noastră au planete. La scară mai mare, galaxiile sunt distribuite uniform și la fel în toate direcțiile, ceea ce înseamnă că Universul nu are nici margine nici centru. La scară mai mică, galaxiile sunt distribuite în roiuri și super-roiuri care formează filamente imense în spațiu, creând o structură vastă ca de spumă. Descoperirile de la începutul secolului XX au sugerat că Universul a avut un început și că de atunci spațiul s-a extins, iar în prezent rata de extindere este în creștere.
Teoria Big Bang este descrierea cosmologică predominantă a dezvoltării Universului. Sub această teorie, spațiul și timpul au apărut împreună cu 13,799 ± 0,021 miliarde de ani în urmă, cu o cantitate fixă de energie și materie care a devenit mai puțin densă pe măsură ce Universul s-a extins. După o expansiune inițială accelerată la aproximativ 10−32 secunde și separarea celor patru forțe fundamentale cunoscute, Universul s-a răcit treptat și a continuat să se extindă, permițând formarea primelor particule subatomice și a atomilor simpli. Materia întunecată s-a adunat treptat, formând o structură ca o spumă cu filamente și vid sub influența gravitației. Nori uriași de hidrogen și heliu s-au retras treptat în locurile în care materia întunecată era cea mai densă, formând primele galaxii și stelele. Este posibil să vedem astăzi obiecte care sunt acum la o depărtare de 13,799 miliarde de ani-lumină, deoarece spațiul însuși s-a extins și continuă să se extindă. Aceasta înseamnă că obiectele care se află acum la 46,5 miliarde de ani-lumină distanță pot fi văzute în trecutul lor îndepărtat, pentru că în trecut, când lumina lor a fost emisă, ele erau mult mai aproape de Pământ.
Din studiul mișcării galaxiilor, s-a descoperit că universul conține mult mai mult materie decât este reprezentată de obiecte vizibile: stele, galaxii, nebuloasele și gazul interstelar. Această materie nevăzută este cunoscută sub numele de materie întunecată  (întunecat înseamnă că există o gamă largă de dovezi indirecte puternice că există, dar n-am detectat-o încă direct). Modelul ΛCDM este cel mai acceptat model al universului nostru. Aceasta sugerează că aproximativ 69,2% ± 1,2% [2015] din masa și energia din univers este o constantă cosmologică (sau, în extensie la ACDM, alte forme de energie întunecată, cum ar fi un câmp scalar), care este responsabilă pentru extinderea actuală din spațiu și aproximativ 25,8% ± 1,1% [2015] este materie întunecată. Materia obișnuită ("barion") reprezintă doar 4,9% [2015] din universul fizic. Stelele, planetele și norii vizibili de gaz formează doar aproximativ 6% din materia obișnuită, sau aproximativ 0,3% din întregul univers.
Există numeroase ipoteze concurente despre soarta finală a universului și despre ceea ce a precedat Big Bang-ul, în timp ce alți fizicieni și filosofi refuză să speculeze, îndoindu-se că informațiile despre stările anterioare vor fi vreodată accesibile. Unii fizicieni au sugerat diferite ipoteze multiverse, în care Universul ar putea fi unul dintre numeroasele universuri care există.

## Definiție
Universul fizic este definit ca totalitatea spațiului și timpului (denumit colectiv spațiu-timp) și toată energia în diferitele sale forme, inclusiv radiația electromagnetică și materia și deci planetele, sateliții, stelele, galaxiile și conținutul spațiului intergalactic. Universul include și legile fizice care influențează energia și materia, cum ar fi legile de conservare, mecanica clasică și relativitatea.
Universul este deseori definit ca "totalitatea existenței", sau tot ceea ce există, tot ce a existat și tot ceea ce va exista. De fapt, unii filosofi și oameni de știință susțin includerea ideilor și conceptelor abstracte - cum ar fi matematica și logica - în definirea Universului. Cuvântul univers poate să se refere, de asemenea, la concepte cum ar fi cosmosul, lumea și natura.

## Etimologie și sinonime
Cuvântul univers derivă din cuvântul francez vechi univers, care derivă la rândul său din cuvântul latin universum, compus din adjectivul unus („unul singur”) și participiul trecut al verbului vertere („a se întoarce”). Cuvântul latin a fost folosit de Cicero și mai târziu de autori latini în același sens ca cel de astăzi.
Un termen pentru "univers" folosit de filosofii Greciei antice începând cu Pitagora a fost τὸ πᾶν, tò pân ("totul"), definit ca toată materia și tot spațiul, și τὸ ὅλον, tò hólon ("toate lucrurile"), care nu include cu necesitate vidul. Un alt sinonim era ὁ κόσμος, ho kósmos (adică lumea, cosmosul). Sinonime se găsesc și la autori latini (totum, mundus, natura) care au supraviețuit în limbile moderne.

## Cronologie și Big Bang
Modelul predominant pentru evoluția Universului este teoria Big Bang. Modelul Big Bang afirmă că cea mai timpurie stare a Universului era una extrem de fierbinte și densă și că Universul s-a extins și s-a răcit.
Modelul se bazează pe relativitatea generală și pe simplificarea ipotezelor, cum ar fi omogenitatea și izotropia spațiului. O versiune a modelului cu o constantă cosmologică (Lambda) și o materie întunecată rece, cunoscută sub numele de model Lambda-CDM, este cel mai simplu model care oferă o reflectare rezonabilă a diferitelor observații despre Univers. Modelul Big Bang explică observații cum ar fi corelarea distanței și deplasarea spre roșu a galaxiilor, raportul dintre numărul de atomi de hidrogen și heliu și radiația cosmică de fond.

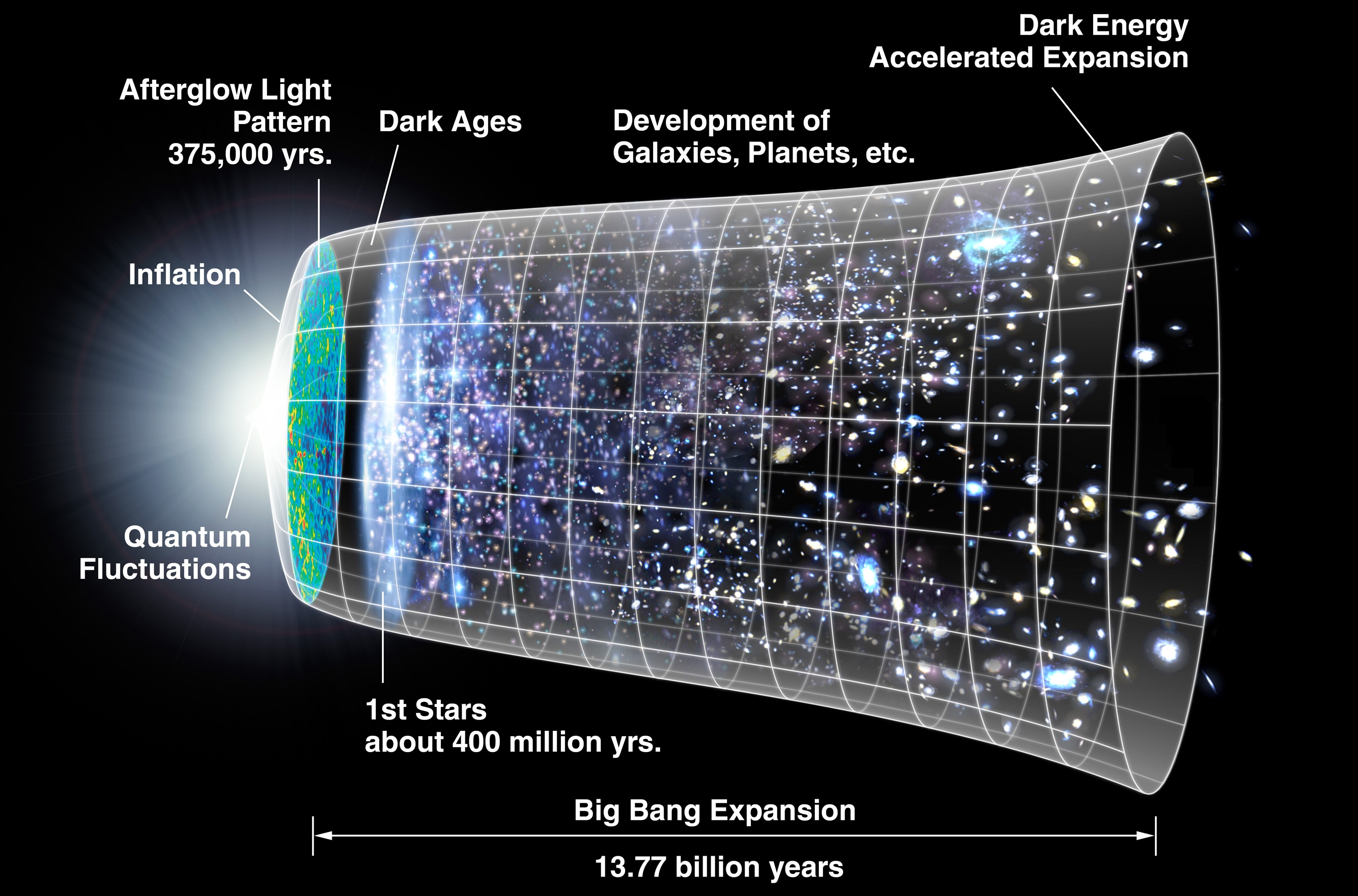
Concept artistic al expansiunii Universului, unde spațiul (inclusiv părțile ipotetice nevăzute ale Universului) este reprezentat în fiecare moment în secțiuni circulare. Schema este decorată cu imagini din satelit WMAP.

Starea inițială fierbinte și densă se numește epoca Planck, o scurtă perioadă care se extinde de la timpul zero la o unitate de timp Planck de aproximativ 10−43 secunde. În timpul epocii Planck, toate tipurile de materie și de energie s-au concentrat într-o stare densă, iar gravitația - în prezent cea mai slabă dintre cele patru forțe cunoscute - este considerată a fi fost la fel de puternică ca celelalte forțe fundamentale, sau este posibil ca toate forțele să fi fost unificate. De la epoca Planck, spațiul s-a extins până la scala sa actuală, cu o perioadă foarte scurtă, dar intensă, de inflație cosmică, care a făcut ca universul să ajungă la o dimensiune mult mai mare în mai puțin de 10−32 secunde. Acesta a fost un fel de expansiune diferită de cele pe care le putem vedea astăzi în jurul nostru. Obiectele din spațiu nu s-au mișcat fizic; în schimb, s-a schimbat metrica care definește spațiul în sine. Deși obiectele din spațiu-timp nu se pot mișca mai repede decât viteza luminii, această limitare nu se aplică spațiului temporal propriu-zis. Se crede că această perioadă inițială de inflație explică de ce spațiul pare a fi foarte plat și mult mai mare decât lumina ar putea călători de la începutul universului.
În prima fracțiune de secundă a existenței universului, cele patru forțe fundamentale s-au separat. Pe măsură ce universul continua să se răcească de la starea de neconceput de fierbinte, diferite tipuri de particule subatomice au putut să se formeze în perioade scurte de timp cunoscute ca epoca quark, epoca hadron și epoca lepton. Împreună, aceste epoci au acoperit mai puțin de 10 secunde de timp după Big Bang. Aceste particule elementare se asociază stabil în combinații tot mai mari, inclusiv protoni stabili și neutroni, care apoi formează nuclee atomice mai complexe prin fuziunea nucleară. Acest proces, cunoscut sub numele de nucleosinteza Big Bang, a durat aproximativ 17 minute și s-a încheiat la aproximativ 20 de minute după Big Bang, astfel încât au avut loc doar cele mai rapide și mai simple reacții. Aproximativ 25% din protoni și toți neutronii din univers, în masă, au fost transformați în heliu, cu cantități mici de deuteriu (o formă de hidrogen) și urme de litiu. Orice alt element a fost format numai în cantități foarte mici. Ceilalți 75% din protoni au rămas neafectați, ca nuclei de hidrogen.

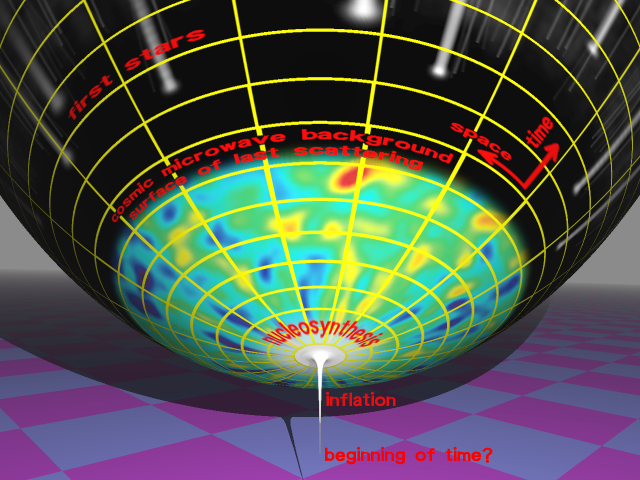
Multor oameni de știință nu le-a plăcut ideea că universul are un început, un moment de creație. ~ Stephen Hawking

După terminarea nucleosintezei, universul a intrat într-o perioadă cunoscută sub numele de epoca fotonică. În această perioadă, Universul era încă prea fierbinte pentru ca materia să formeze atomi neutri, așa că conținea o plasmă fierbinte, densă și pâcloasă de electroni încărcați negativ, neutrini neutri și nuclei pozitivi. După aproximativ 377.000 de ani, universul se răcește suficient încât electronii și nucleele ar putea forma primii atomi stabili, moment cunoscut drept recombinare. Spre deosebire de plasmă, atomii neutri sunt transparenți pentru multe lungimi de undă ale radiației, astfel încât, pentru prima dată, universul a devenit transparent. Fotonii eliberați ("decuplați") atunci când acești atomi se formează pot fi văzuți și astăzi; ei formează radiație cosmică de fond.
Pe măsură ce Universul se extinde, densitatea energetică a radiației electromagnetice scade mai repede decât cea a materiei, deoarece energia fotonului scade cu lungimea de undă. La aproximativ 47.000 de ani, densitatea energetică a materiei a devenit mai mare decât cea a fotonilor și a neutrinilor și a început să domine comportamentul la scară largă a universului. Aceasta a marcat sfârșitul erei dominate de radiații și începutul erei dominate de materie.
În primele etape ale universului, fluctuațiile mici din densitatea universului au dus la formarea treptată a concentrațiilor de materie întunecată. Materia obișnuită, atrasă de acestea prin gravitație, a format nori mari de gaze și, în cele din urmă, stele și galaxii acolo unde materia întunecată era cea mai densă și vid unde era mai puțin densă. Primele stele au fost probabil foarte masive, luminoase, nemetalice și cu durată scurtă de viață. Ele au fost responsabile pentru reionizarea treptată a Universului între aproximativ 200-500 de milioane de ani și 1 miliard de ani și, de asemenea, pentru însămânțarea universului cu elemente mai grele decât heliul, prin nucleosinteza stelară. Universul conține, de asemenea, o energie misterioasă - posibil un câmp scalar - numită energie întunecată, a cărei densitatea nu se schimbă în timp. După aproximativ 9,8 miliarde de ani, universul s-a extins suficient, astfel încât densitatea materiei a fost mai mică decât densitatea energiei întunecate, marcând începutul erei dominante a energiei întunecate. În această epocă, expansiunea universului se accelerează din cauza energiei întunecate.

## Proprietăți fizice
Dintre cele patru forțe fundamentale, gravitația este dominantă la scară astronomică. Efectele gravitației sunt cumulative; prin contrast, efectele sarcinilor pozitive și negative tind să se anuleze, făcând ca electromagnetismul să fie relativ nesemnificativ la scară astronomică. Celelalte două forțe rămase, Interacțiunea slabă și interacțiunea tare, se diminuează foarte rapid cu distanța; efectele lor se limitează în principal la scări de lungime sub-atomică.
Universul pare să aibă mult mai multă materie decât antimaterie, o asimetrie posibil legată de violarea simetriei CP. Acest dezechilibru între materie și antimaterie este parțial responsabil pentru existența materiei de astăzi, deoarece materia și antimateria, dacă au fost produse în mod egal la Big Bang, s-ar fi anihilat reciproc, din interacțiunea lor rămânând numai fotoni. Universul pare, de asemenea, să nu aibă nici un impuls net, nici un moment cinetic, care urmează legi fizice acceptate dacă universul este finit. Aceste legi sunt legea lui Gauss și non-divergența pseudotensorului stres-energie-impuls.
| Constituent spatial scales of the observable universe |
| --- |
| Această diagramă arată locația Pământului în Univers pe scări tot mai mari. Imaginile, etichetate de-a lungul marginii stângi, cresc în dimensiune de la dreapta la stânga, apoi de sus în jos. |

### Dimensiune
Până în prezent nu există date științifice care să spună daca Universul este finit sau infinit. Ceea ce putem măsura este universul observabil. Cât de departe putem privi în spațiu nu depinde neapărat de tehnologia avută la dispoziție, ci depinde de viteza finită a luminii și expansiunea continuă a spațiului.
Distanța comobilă - distanța măsurată la un anumit moment, inclusiv în prezent — între Pământ și marginea universului observabil, este de 46 miliarde de ani-lumină ceea ce face ca diametrul universului observabil să fie de aproximativ 93 de miliarde de ani-lumină. Pentru comparație, diametrul unei galaxii tipice este de 30.000 de ani-lumină iar distanța tipică dintre două galaxii vecine este de 3 milioane de ani-lumină. De exemplu, Calea Lactee are aproximativ 100.000-180.000 de ani-lumină în diametru, iar cea mai apropiată galaxie, Galaxia Andromeda, este la aproximativ 2,5 milioane de ani-lumină.
Deoarece nu putem observa spațiul dincolo de marginea universului observabil, nu se știe dacă mărimea Universului în totalitatea sa este finită sau infinită. Estimările pentru dimensiunea totală a universului, dacă este finit, ajung la {\displaystyle 10^{10^{10^{122}}}} megaparseci.

### Vârstă și expansiune

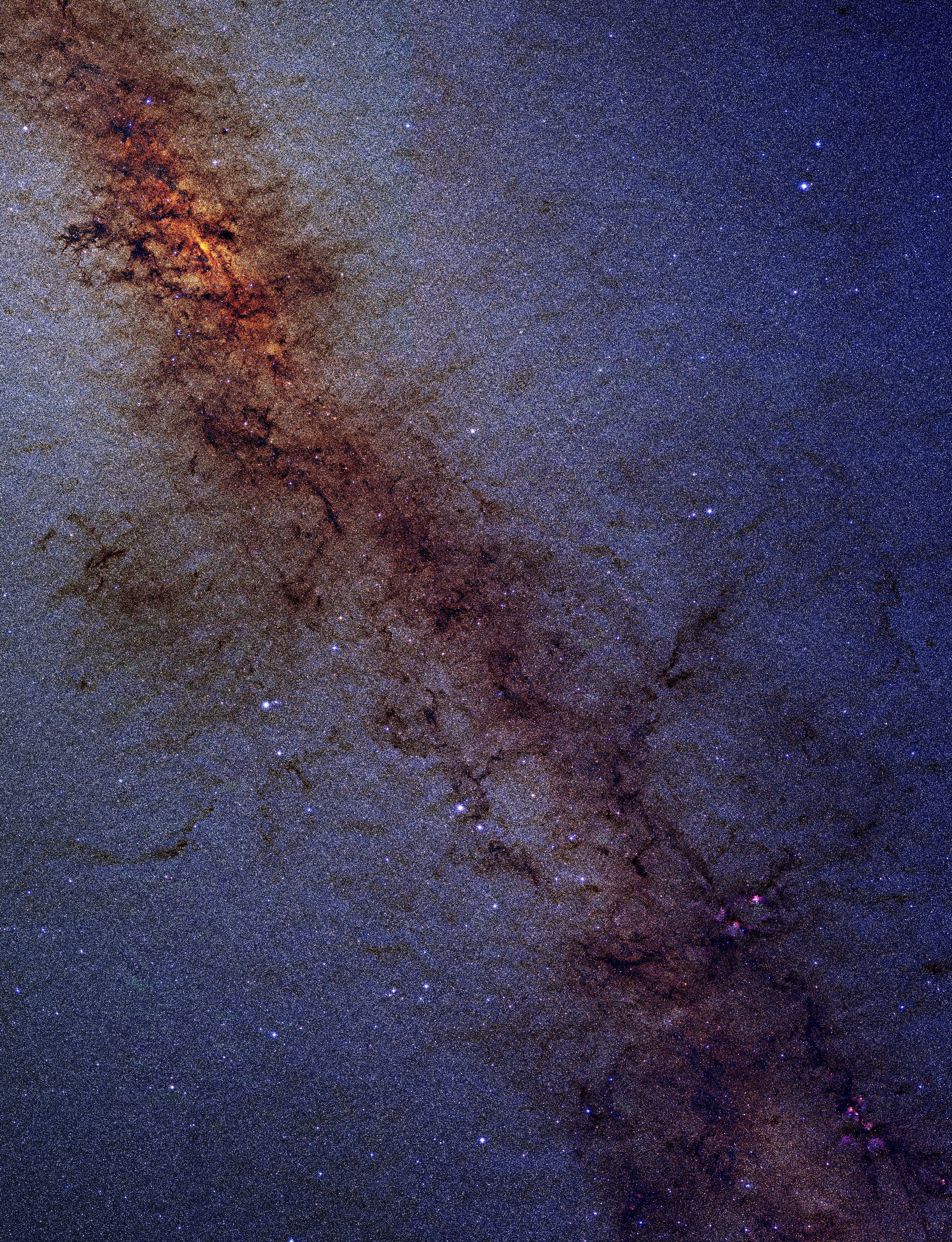
Astronomii au descoperit stele în galaxia Calea Lactee care au aproximativ 13,6 miliarde de ani vechime.

Cu timpul, Universul și conținutul său au evoluat; de exemplu, populația relativă a quasarilor și a galaxiilor s-a schimbat, iar spațiul însuși s-a extins. Datorită acestei expansiuni, oamenii de știință de pe Pământ pot observa lumina dintr-o galaxie aflată la 30 de miliarde de ani-lumină distanță, chiar dacă lumina a călătorit numai 13 miliarde de ani; spațiul dintre ele s-a extins. Această expansiune este în concordanță cu observația că lumina din galaxiile îndepărtate a fost deplasată spre roșu; fotonii emiși au fost întinși la lungimi de undă mai lungi și frecvențe mai mici în timpul călătoriei lor. Analiza supernovelor de tipul Ia indică faptul că expansiunea spațială este accelerată.
Cu cât există mai multă materie în Univers, cu atât mai puternică este forța gravitațională reciprocă a materiei. Dacă Universul ar fi fost prea dens, atunci ar fi recolapsat într-o singularitate gravitațională. Dacă Universul ar conține prea puțină materie, atunci autogravitația ar fi prea slabă pentru formarea structurilor astronomice, cum ar fi galaxiile sau planetele. De la Big Bang, universul s-a extins monoton. Poate deloc surprinzător universul nostru are densitatea potrivită a masă-energie, echivalentă cu aproximativ 5 protoni per metru cub, ceea ce i-a permis să se extindă în ultimii 13,8 miliarde de ani, oferind timp pentru a forma universul așa cum se observă astăzi.
Există forțe dinamice care acționează asupra particulelor din Univers care afectează rata de expansiune. Înainte de 1998, era de așteptat ca rata de expansiune să scadă în timp datorită influenței interacțiunilor gravitaționale din univers. În 1998, parametrul de decelerare a fost măsurat de două grupuri diferite ca fiind negativ, de aproximativ -0,55, ceea ce presupune tehnic că al doilea derivat al factorului de scalare cosmic {\displaystyle {\ddot {a}}} a fost pozitiv în ultimii 5-6 miliarde de ani. Această accelerație nu implică însă faptul că constanta Hubble crește în prezent.

### Spațiu-timp

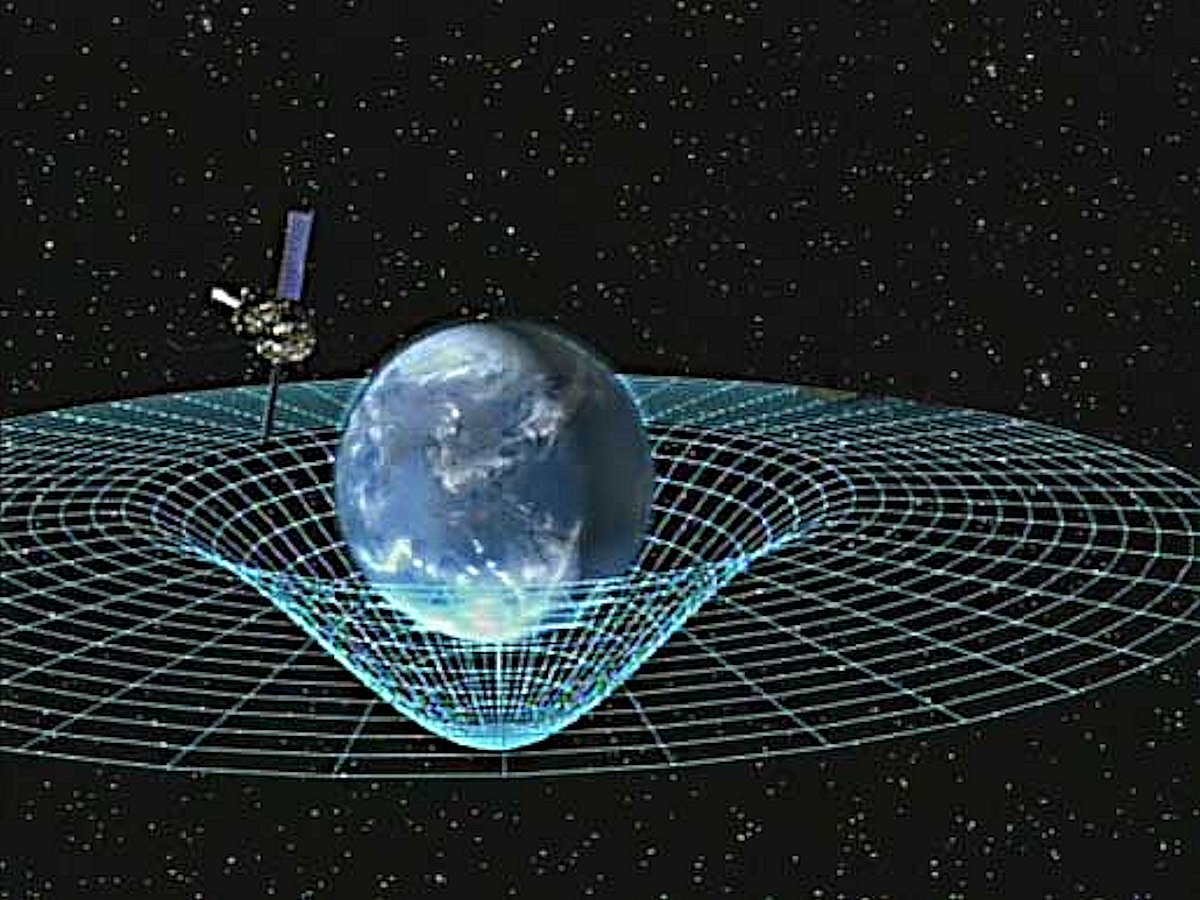
Analogia bidimensională a distorsiunii spațiu-timp generate de masa unui obiect. Materia schimbă geometria timpului spațial, această geometrie (curbată) fiind interpretată ca gravitație. Liniile albe nu reprezintă curbura spațiului, ci sistemul de coordonate impus spațiul-timpului curbat, care ar fi rectiliniu într-un spațiu-timp plat.

Spațiu-timp este zona în care au loc toate evenimentele fizice. Elementele de bază ale spațiu-timp sunt evenimentele. În orice spațiu-timp, un eveniment este definit ca o poziție unică într-un moment unic. Un spațiu-timp este unirea tuturor evenimentelor (în același mod în care o linie este unirea tuturor punctelor sale), organizată formal într-o varietate.
Universul pare să fie un continuum spațiu-timp format din trei dimensiuni spațiale și o dimensiune temporală (timp) (un eveniment în spațiul cosmic al Universului poate fi prin urmare identificat printr-un set de patru coordonate: (x, y, z, t) ). În medie, spațiul este considerat a fi aproape plat (cu o curbură aproape de zero), ceea ce înseamnă că geometria euclidiană este empiric adevărată, cu o precizie ridicată în cea mai mare parte a Universului. Observațiile actuale nu pot exclude posibilitatea ca Universul să aibă mai multe dimensiuni (care este postulat de teorii cum ar fi teoria coardelor) și că spațiu-timp poate avea o topologie globală conectată multiplu, în mod analog cu topologiile cilindrice sau toroidale de spații bidimensionale.
Spațiul-timp al Universului este de obicei interpretat dintr-o perspectivă euclidiană, spațiul fiind format din trei dimensiuni și un timp care constă dintr-o dimensiune, "a patra dimensiune". Prin combinarea spațiului și a timpului într-o singură varietate numită spațiul Minkowski, fizicienii au simplificat un număr mare de teorii fizice și au descris într-un mod mai uniform practicile Universului atât la nivelurile supergalactice cât și subatomice.
Evenimentele spațiu-timp nu sunt definite absolut spațial și temporal, ci mai degrabă sunt cunoscute ca fiind relative la mișcarea unui observator. Spațiul Minkowski aproximează Universul fără gravitație; varietățile pseudo-Riemannian ale relativității generale descriu spațiu-timp cu materie și gravitație.

### Formă

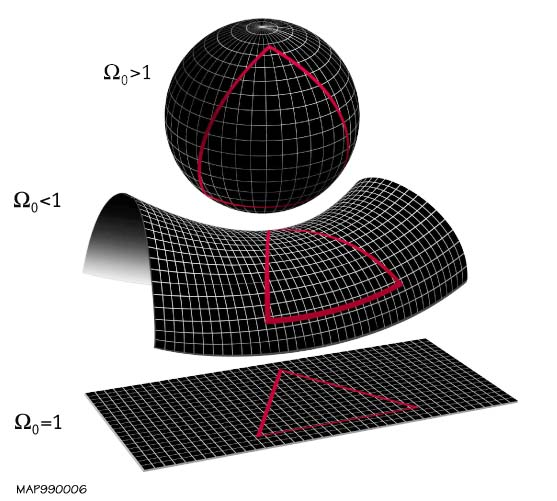
Cele trei opțiuni posibile pentru forma Universului: universul închis, universul deschis și universul plat

Relativitatea generală descrie spațiu-timp ca fiind curbat și îndoit de masă și energie. Topologia sau geometria Universului include atât geometria locală în universul observabil, cât și geometria globală. Cosmologii lucrează adesea cu o felie spațiu-timp numită coordonate comobile. Secțiunea de spațiu-timp care poate fi observată este conul de lumină, care delimitează orizontul cosmologic (numit și orizontul de particule sau orizontul de lumină), care este cea mai mare distanță comobilă de la care lumina emisă în trecut ar fi putut ajunge la observator la un moment dat. Acest orizont reprezintă granița dintre regiunile observabile și cele neobservabile ale Universului. Existența, proprietățile și semnificația unui orizont cosmologic depind de modelul cosmologic particular.
Un parametru important care determină evoluția viitoare a teoriei Universului este parametrul de densitate, Omega (Ω), definit ca densitatea medie a materiei a universului împărțită la o valoare critică a acelei densități. Aceasta selectează una dintre cele trei geometrii posibile, în funcție dacă Ω este egal, mai mic sau mai mare decât 1, respectiv universul plan, deschis și închis.
Observațiile, cum ar fi cele obținute de la Sonda Spațială pentru fondul cosmic (Cosmic Background Explorer, COBE), satelitul de anizotropie de radiații (WMAP) și hărțile Planck ale radiației cosmice de fond, sugerează că Universul este infinit în extindere, dar cu o vârstă finită, așa cum este descris de Friedmann-Lemaître-Robertson-Walker (FLRW). Aceste modele FLRW susțin astfel modelele inflaționiste și modelul standard al cosmologiei, descriind un univers plat și omogen, dominat în prezent de materia întunecată și energia întunecată.

## Compoziție

Distribuția relativă estimată pentru componentele densității energetice a universului. Energia intunecată domină energia totală (74%), în timp ce materia întunecată (22%) constituie cea mai mare parte a masei. Din restul materiei barionice (4%), doar o zecime este compactă. În februarie 2015, o echipă de cercetare condusă de europeni a lansat date noi care rafinau aceste valori la 4,9% materie obișnuită, 25,9% materie întunecată și 69,1% energie întunecată.

Universul este compus aproape în întregime din energie întunecată, materie întunecată și materie obișnuită. Alte conținuturi sunt radiație electromagnetică (estimată între 0,005% și aproape 0,01% din masă-energia totală a Universului) și antimaterie.
Proporțiile tuturor tipurilor de materie și energie s-au schimbat în istoria Universului. Cantitatea totală de radiație electromagnetică generată în univers a scăzut cu 1/2 în ultimii 2 miliarde de ani. Astăzi, materia obișnuită, care include atomi, stele, galaxii și viață, reprezintă doar 4,9% din conținutul Universului. Densitatea globală actuală a acestui tip de materie este foarte scăzută, aproximativ 4,5 × 10−31 grame pe centimetru cub, ceea ce corespunde unei densități de ordinul unui singur proton pentru fiecare patru metri cubi de volum. Natura energiei întunecate și a materiei întunecate nu este cunoscută. Materia întunecată, o formă misterioasă de materie care nu a fost încă identificată, reprezintă 26,8% din conținutul cosmic. Energia întunecată, care este energia spațiului gol și cauzează accelerarea extinderii Universului, reprezintă restul de 68,3% din conținut.
Materia, materia întunecată și energia întunecată sunt distribuite omogen în tot universul pe scări de lungime mai mari de 300 de milioane de ani-lumină. Totuși, pe o scară mai scurtă, materia tinde să se aglomereze ierarhic; mulți atomi sunt condensați în stele, cele mai multe stele în galaxii, cele mai multe galaxii în roiuri, super-roiuri și, în final, filamente galactice de mari dimensiuni. Universul observabil conține aproximativ 300 de sextilioane (3 × 1023) de stele și peste 100 de miliarde de galaxii. Galaxiile variază de la galaxii pitice cu zece milioane de stele  până la giganți cu un trilion de stele. Între structurile mai mari există vid, care, de obicei, are 10-150 Mpc (33 milioane–490 milioane ani-lumină) în diametru. Calea Lactee este situată în Grupul Local, care la rândul său este situat în Super-roiul Laniakea. Acest super-roi se întinde pe mai mult de 500 de milioane de ani-lumină, în timp ce Grupul Local acoperă peste 10 milioane de ani-lumină. Universul are, de asemenea, regiuni vaste de relativă goliciune; cel mai mare vid cunoscut, măsoară 1,8 miliarde de ani-lumină (550 Mpc).
Universul observabil este izotrop pe scări semnificativ mai mari decât super-roiuri, ceea ce înseamnă că proprietățile statistice ale Universului sunt aceleași în toate direcțiile observate de pe Pământ. Ipoteza că Universul la scară largă este omogen și izotrop este cunoscut ca principiul cosmologic. Un Univers care este atât omogen cât și izotrop arată la fel în orice direcție din spațiu și nu are centru.

### Energia întunecată

Comparația conținutului Universului de astăzi și a celui de la 380.000 de ani de la Big Bang, măsurată cu date WMAP timp de 5 ani (din 2008). (Din cauza erorilor de rotunjire, suma acestor numere nu este de 100%). Aceasta reflectă limitele din 2008 ale capacității WMAP de a defini materia întunecată și energia întunecată.

O explicație a motivului pentru care expansiunea Universului se accelerează rămâne dificilă de găsit. Adesea este atribuită "energiei întunecate", o formă necunoscută de energie. Pe baza echivalenței masă–energie, densitatea energiei întunecate (~ 7 × 10−30 g/cm3) este mult mai mică decât densitatea materiei obișnuite sau a materiei întunecate. Totuși, în epoca energiei întunecate din prezent, ea domină totalul de masă-energie al universului, deoarece este uniformă în spațiu.
Cele două forme propuse pentru energia întunecată sunt constanta cosmologică, o constantă a densității energetice care umple spațiul în mod constant și omogen și câmpuri scalare, cum ar fi chintesența, cantități dinamice a căror densitate de energie poate varia în timp și spațiu. Contribuțiile câmpurilor scalare, care sunt constante în spațiu, sunt, de obicei, incluse și în constanta cosmologică. Constanta cosmologică poate fi formulată pentru a fi echivalentă cu energia vidului. Câmpurile scalare având doar o mică cantitate de neomogenitate spațială ar fi dificil de distins de o constantă cosmologică.

### Materia întunecată
Materia întunecată este o materie ipotetică care este invizibilă întregului spectru electromagnetic, dar care reprezintă cea mai mare parte a materiei din Univers. Existența și proprietățile materiei întunecate sunt deduse din efectele ei gravitaționale asupra materiei vizibile, radiației și structurii pe scară largă a Universului. Materia întunecată nu a fost detectată direct, transformând-o în unul dintre cele mai mari mistere ale astrofizicii moderne. Ea nu emite nici nu absoarbe lumina sau alte radiații electromagnetice la nici un nivel semnificativ. Se estimează că materia întunecată constituie 25,9% din totalul masă-energie al Universului și aproximativ 80% din materia totală a Universului.

### Materia obișnuită
Restul de 4,9% din masa-energia Universului este materia obișnuită, adică atomi, ioni, electroni și obiectele pe care le formează. Această materie include stelele care produc aproape toată lumina pe care o vedem din galaxii, precum și gazele interstelare din mediile interstelare și intergalactice, planetele și toate obiectele din viața de zi cu zi pe care le putem atinge, strânge sau ciocni. De fapt, marea majoritate a materiei obișnuite din univers este nevăzută, deoarece stelele vizibile și gazele din interiorul galaxiilor și a roiurilor reprezintă mai puțin de 10% din contribuția materiei obișnuite la densitatea energetică a universului.

Un proton, compus din trei quarkuri: două quarkuri cu sarcină pozitivă și altul cu sarcina negativă

Materia obișnuită există frecvent în patru stări (sau faze): solid, lichid, gaz și plasmă. Cu toate acestea, progresele în tehnicile experimentale au dezvăluit alte faze teoretice anterioare, cum ar fi condensatul Bose-Einstein și condensatul fermionic. Materia obișnuită este alcătuită din două tipuri de particule elementare: quarkuri și leptoni. De exemplu, protonul este format din doi quarci pozitivi și un quarc negativ; neutronul este format din două quarci negativi și un quarc pozitiv; iar electronul este un fel de lepton. Un atom constă dintr-un nucleu atomic (alcătuit din protoni și neutroni) și electroni care orbitează nucleul. Deoarece majoritatea masei unui atom este concentrată în nucleul său, care este alcătuit din barioni, astronomii folosesc adesea termenul "materie barionică" pentru a descrie materia obișnuită, deși o mică parte a acestei "materii barionice" o reprezintă electronii.
La scurt timp după Big Bang, protonii primordiali și neutronii s-au format din plasma quark-gluon din Universul timpuriu, care s-a răcit la sub două bilioane de grade. Câteva minute mai târziu, într-un proces cunoscut ca nucleosinteza Big Bang, s-au format nuclee din protoni și neutroni primordiali. Această nucleosinteză a format elemente mai ușoare, cele cu numere atomice mici până la litiu și beriliu, dar abundența elementelor grele a scăzut brusc odată cu creșterea numărului atomic. Unele cantități de bor s-au format în acest moment, dar următorul element mai greu, carbonul, nu s-a format în cantități semnificative. Nucleosinteza Big Bang s-a încheiat după aproximativ 20 de minute, datorită scăderii rapide a temperaturii și densității Universului în expansiune. Ulterior, elementele mai grele s-au format din nucleosinteza stelară și nucleosinteza explozivă în supernove.

### Particule
Materia obișnuită și forțele care acționează asupra materiei pot fi descrise în termeni de particule elementare. Aceste particule sunt uneori descrise ca fiind fundamentale, deoarece au o substructură necunoscută și nu se știe dacă ele sunt sau nu compuse din particule mai mici. De o importanță majoră este Modelul standard, o teorie care se referă la interacțiunile electromagnetice și la interacțiunile nucleare slabe și puternice. Modelul standard este susținut de confirmarea experimentală a existenței particulelor care compun materia: quarci și leptoni, și omologii lor dubli de "antimaterie", precum și particulele de forță care mediază interacțiunile: fotonul, bosoanii W și Z și gluonul. Modelul standard a prezis existența bosonului Higgs descoperit recent, o particulă care este o manifestare a unui câmp din Univers care poate dota particule cu masă. Datorită succesului său în explicarea unei largi varietăți de rezultate experimentale, Modelul standard este uneori privit ca o "teorie a aproape totul". Modelul standard nu reușește să integreze, totuși, gravitația.

#### Hadroni
Un hadron este o particulă alcătuită din quarci ținuți împreună de o forță puternică. Hadronii sunt clasificați în două familii: barionii (cum ar fi protoni și neutroni) formați din trei quarci, și mezonii (cum ar fi pionul) alcătuiți dintr-un quark și un antiquark. Dintre hadroni, protonii sunt stabili, și neutronii legați în nucleele atomice, de asemenea, sunt stabili. Alți hadroni sunt instabili în condiții obișnuite și sunt constituenți nesemnificativi ai Universului modern. De la aproximativ 10−6 secunde după Big Bang, într-o perioadă cunoscută sub numele de epoca hadron, temperatura universului a scăzut suficient pentru a permite quarcilor să se lege împreună în hadroni, iar masa universului era dominată de hadroni. Inițial, temperatura era suficient de mare pentru a permite formarea perechilor hadron/anti-hadron, care păstrau materia și antimateria în echilibru termic. Cu toate acestea, pe măsură ce temperatura Universului a continuat să scadă, perechile hadron/anti-hadron nu mai erau produse. Majoritatea hadronilor și anti-hadronilor au fost apoi eliminați în reacțiile de anihilare a particulelor și antiparticulelor, lăsând un mic reziduu de hadroni până când universul avea vârsta de aproximativ o secundă.:244–66

#### Leptoni
Un lepton este o particulă elementară, cu spinul semiîntreg care nu suferă interacțiuni puternice, dar este supusă principiului excluziunii Pauli; doi leptoni din aceeași specie nu pot fi în aceeași stare în același timp. Există două clase principale de leptoni: leptoni încărcați (cunoscuți și sub numele de leptoni de tip electron) și leptoni neutri (mai bine cunoscuți ca neutrini). Leptonii încărcați se pot combina cu alte particule pentru a forma diferite particule compozite, cum ar fi atomi și pozitroni. Electronul guvernează aproape toată chimia, deoarece se găsește în atomi și este legată direct de toate proprietățile chimice. Neutrinii rareori interacționează cu orice și, prin urmare, sunt rareori observați. Neutrinii curg în tot Universul dar rareori interacționează cu materia normală.
Epoca leptonilor a fost perioada în evoluția Universului timpuriu în care leptonii au dominat masa Universului. A început aproximativ o secundă după Big Bang, după ce majoritatea hadronilor și anti-hadronilor s-au anihilat între ei la sfârșitul epocii hadronului. În timpul epocii leptonilor, temperatura Universului era încă suficient de mare pentru a crea perechi lepton/anti-lepton, astfel încât leptonii și anti-leptonii erau în echilibru termic. La aproximativ 10 secunde după Big Bang, temperatura Universului a căzut la punctul în care perechile lepton/anti-lepton nu mai erau create. Mulți leptoni și anti-leptoni au fost apoi eliminați în reacții de anihilare, lăsând un mic rest de leptoni. Masa Universului a fost apoi dominată de fotoni, când s-a intrat în următoarea epocă, cea a fotonilor.

#### Fotoni
Un foton, numit și cuantă de lumină, este particula elementară responsabilă pentru toate fenomenele electromagnetice. Ca toate particulele elementare, fotonii sunt în prezent cel mai bine explicați prin mecanica cuantică și prezintă dualismul undă-particulă (prezintă simultan proprietăți ondulatorii și corpusculare).
Epoca fotonică a început după ce majoritatea leptonilor și anti-leptonilor au fost anihilați la sfârșitul epocii leptonilor, la aproximativ 10 secunde după Big Bang. În procesul de nucleosinteză care a avut loc în primele câteva minute ale epocii fotonice au fost create nuclee atomice. Pentru restul epocii fotonice, Universul conținea o plasmă densă de nuclee, electroni și fotoni. Aproximativ 380.000 de ani după Big Bang, temperatura Universului a ajuns la punctul în care nucleele se puteau combina cu electronii pentru a crea atomi neutri. Ca rezultat, fotonii nu mai interacționau frecvent cu materia și Universul a devenit transparent. Prima lumină a Universului se poate observa și în prezent în orice direcție și se numește "fondul cosmic de microunde".

## Modele cosmologice

### Modelul Universului bazat pe relativitatea generală
Relativitatea generală este teoria geometrică a gravitației, publicată de Albert Einstein în 1915 și descrierea actuală a gravitației în fizica modernă. Este baza modelelor cosmologice actuale ale Universului. Relativitatea generală generalizează relativitatea restrânsă și legea lui Newton a atracției universale, oferind o descriere unificată a gravitației ca o proprietate geometrică a spațiului și timpului sau a spațiu-timp. În special, curbura spațiu-timp este direct legată de energia și impulsul oricăror materii și radiații prezente. Relația este specificată de ecuațiile câmpului Einstein, un sistem de ecuații cu derivate parțiale. În relativitatea generală, distribuția materiei și a energiei determină geometria spațiu-timp, care la rândul său descrie accelerarea materiei. De aceea, soluțiile ecuațiilor câmpului lui Einstein descriu evoluția Universului. În combinație cu măsurarea cantității, tipului și distribuției materiei în Univers, ecuațiile relativității generale descriu evoluția universului în timp.
Cu presupunerea principiului cosmologic că Universul este omogen și izotrop pretutindeni, o soluție specifică a ecuațiilor de câmp care descrie Universul este tensorul metric numit metricul Friedmann-Lemaître-Robertson-Walker,
{\displaystyle ds^{2}=-c^{2}dt^{2}+R(t)^{2}\left({\frac {dr^{2}}{1-kr^{2}}}+r^{2}d\theta ^{2}+r^{2}\sin ^{2}\theta \,d\phi ^{2}\right)}
unde (r, θ, φ) corespund unui sistem de coordonate sferice. Această metrică are numai doi parametri nedeterminați. Un factor global de scalare de mărime adimensională R descrie dimensiunea scării Universului în funcție de timp; o creștere a lui R este expansiunea Universului. Un indice de curbură k descrie geometria. Indicele k este definit astfel încât să poată lua doar una din cele trei valori: 0, corespunzătoare geometriei euclidiene plane; 1, care corespunde unui spațiu cu curbură pozitivă; sau -1, corespunzând unui spațiu cu curbură pozitivă sau negativă. Valoarea lui R în funcție de timpul t depinde de k și de constanta cosmologică Λ. Constanta cosmologică reprezintă densitatea energetică a spațiului vid și poate fi legată de energia întunecată. Ecuația care descrie modul în care R variază în timp este cunoscută sub numele de ecuația Friedmann după inventatorul său, Alexander Friedmann.
Soluțiile pentru R(t) depind de k și Λ, dar unele caracteristici calitative ale acestor soluții sunt generale. Mai întâi și cel mai important, scara de lungime R a Universului poate rămâne constantă numai dacă Universul este perfect izotrop cu curbura pozitivă (k = 1) și are o valoare precisă a densității peste tot, așa cum a remarcat Albert Einstein. Totuși, acest echilibru este instabil: pentru că universul este cunoscut ca neomogen la scări mai mici, R trebuie să se schimbe în timp. Când R se schimbă, toate distanțele spațiale din Univers se schimbă în tandem; există o expansiune globală sau o contracție a spațiului în sine. Aceasta explică observația că galaxiile par a fi în derivă; spațiul dintre ele se întinde. Întinderea spațiului explică, de asemenea, paradoxul aparent că două galaxii pot fi la 40 de miliarde de ani-lumină distanță, deși au pornit din același punct în urmă cu 13,8 miliarde de ani și nu s-au mișcat niciodată mai repede decât viteza luminii.
În al doilea rând, toate soluțiile sugerează că în trecut a existat o singularitate gravitațională, când R a ajuns la zero, iar materia și energia erau infinit de dense. Se pare că această concluzie este incertă deoarece se bazează pe ipotezele discutabile de omogenitate perfectă și izotropie (principiul cosmologic) și că doar interacțiunea gravitațională este semnificativă. Cu toate acestea, teoremele de singularitate Penrose-Hawking arată că ar trebui să existe o singularitate pentru condiții foarte generale. Prin urmare, în conformitate cu ecuațiile câmpului Einstein, R a crescut rapid dintr-o stare inimaginabil de fierbinte și densă care exista imediat după această singularitate (când R avea o valoare mică, finită); aceasta este esența modelului Big Bang al Universului. Înțelegerea singularității Big Bang-ului probabil necesită o teorie cuantică a gravitației, care nu a fost formulată încă.
În al treilea rând, indicele de curbură k determină semnul curburii spațiale medii a spațiului-timp calculat pe scări de lungime suficient de mari (mai mare de aproximativ un miliard de ani lumină). Dacă k = 1, curbura este pozitivă și Universul are un volum finit. Un Univers cu curbură pozitivă este adesea vizualizat ca o sferă tridimensională încorporată într-un spațiu cu patru dimensiuni. În schimb, dacă k este zero sau negativ, Universul are un volum infinit. Poate părea contra-intuitiv ca un univers infinit și infinit de dens ar putea fi creat într-o singură clipă la Big Bang atunci când R = 0, dar exact așa este prezis matematic atunci când k nu este egal cu 1. Prin analogie, un plan infinit are curbură zero dar zona infinită, în timp ce un cilindru infinit este finit într-o direcție și un tor este finit în ambele. Un Univers toroidal se poate comporta ca un Univers normal cu condiții la limită periodice.
Soarta finală a Universului este încă necunoscută, deoarece depinde critic de indicele de curbură k și de constanta cosmologică Λ. Dacă universul ar fi suficient de dens, k ar fi egal cu +1, ceea ce înseamnă că curbura medie a acestuia este pozitivă și că Universul, în cele din urmă, se va prăbuși într-un Big Crunch, eventual începând un nou Univers într-un Big Bounce. Dimpotrivă, dacă universul ar fi insuficient de dens, k ar fi egal cu 0 sau -1 și Universul s-ar extinde pentru totdeauna, răcindu-se și, eventual, ajungând la Big Freeze și moartea termică a Universului. Datele moderne sugerează că rata de expansiune a Universului nu este în scădere, așa cum era de așteptat inițial, ci a crescut; dacă acest lucru continuă pe termen nedefinit, Universul poate ajunge în cele din urmă la un Big Rip. Din punct de vedere observațional, Universul pare a fi plat (k = 0), cu o densitate totală foarte apropiată de valoarea critică dintre recul și expansiunea eternă.

### Ipoteza multiversului

Reprezentarea unui multivers de șapte universuri, fiecare având legi fizice diferite, constante fizice diferite și poate chiar un număr diferit de dimensiuni sau topologii.

Unele teorii speculative au sugerat că Universul nostru nu este decât unul dintr-un set de universuri deconectate, denumite colectiv ca multivers, provocând sau amplificând definiții mai restrânse ale Universului. Modelele multivers științifice sunt distincte de concepte precum planurile alternative ale conștiinței și realitatea simulată.
Max Tegmark a dezvoltat o schemă de clasificare în patru părți pentru diferitele tipuri de multivers pe care oamenii de știință le-au propus ca răspuns la diferite probleme de fizică. Un exemplu de astfel de multivers este cel rezultat din modelul inflației haotice a universului timpuriu. Altul este multiversul rezultat din interpretarea lumilor multiple a mecanicii cuantice. În această interpretare, lumile paralele sunt generate într-o manieră similară superpoziției cuantice și decoerenței cuantice, toate stările funcțiilor de undă fiind realizate în lumi separate. Efectiv, în interpretarea lumilor multiple multiversul evoluează ca o funcționare universală de undă. 
Este posibil să se conceapă zone spațiu-timp deconectate, fiecare dintre acestea existând însă fără a putea interacționa unul cu altul. O metaforă ușor de vizualizat a acestui concept este un grup de bule de săpun separate, în care observatorii care trăiesc într-un balon de săpun nu pot interacționa cu cei de pe alte baloane de săpun. Conform unei terminologii obișnuite, fiecare "balon de săpun" de spațiu-timp indică un univers, în timp ce spațiul-timpul nostru indică Universul, așa cum numim satelitul nostru Luna. Întreaga colecție a acestor spațiu-timp separați este denumită multivers. Cu această terminologie, diferitele "Universuri" nu sunt conectate cauzal între ele. În principiu, celelalte "Universuri" neconectate pot avea diferite dimensiuni și topologii ale spațiu-timp, diferite forme de materie și energie și diferite legi fizice și constante fizice, deși astfel de posibilități sunt pur speculative. Alții consideră fiecare dintre bulele de săpun create ca parte a inflației haotice ca "Universuri" separate, deși în acest model aceste universuri au totuși o origine cauzală.

## Concepții istorice
Din punct de vedere istoric, au existat multe idei despre cosmos (cosmologii) și despre originea sa (cosmogonii). Teorii ale unui Univers impersonal, guvernat de legi fizice, au fost propuse inițial de greci și de indieni. Filosofia chineză veche cuprindea noțiunea de Univers, incluzând atât tot spațiul cât și tot timpul. De-a lungul secolelor, îmbunătățirile în observațiile astronomice și teoriile mișcării și gravitației au condus la descrieri tot mai exacte ale Universului. Epoca modernă a cosmologiei a început cu teoria relativității generale a lui Albert Einstein din 1915, care a făcut posibilă prezicerea originii, evoluției și încheierii Universului, în ansamblu. Cele mai moderne teorii acceptate ale cosmologiei se bazează pe relativitatea generală și, mai precis, pe modelul Big Bang.

### Mitologii
Multe culturi au mituri care descriu originea lumii și a universului. Culturile consideră, în general, că aceste mituri au un sâmbure de adevăr. Există totuși multe convingeri diferite cu privire la modul în care aceste mituri se aplică celor care cred într-o origine supranaturală, de la un zeu care creează direct Universul până la un zeu care a pus doar "roțile în mișcare" (de exemplu prin mecanisme precum Big Bang și evoluție).
Etnologii și antropologii care studiază miturile au dezvoltat diverse scheme de clasificare pentru diferitele teme care apar în miturile de creație. De exemplu, într-unul din mituri, lumea se naște dintr-un ou cosmic; printre acestea se numără poemul epic finlandez Kalevala, povestea chineză a lui Pangu sau cea a indianului Brahmanda Purana. În aceste povestiri, Universul este creat de o singură entitate care emană sau produce ceva de la sine, ca în conceptul budismului tibetan al lui Adi-Buddha, povestea antică grecească despre Gaia (mama pământ), mitul zeiței aztece Coatlicue, vechea poveste a zeului egiptean Atum și narațiunea creației iudeo-creștine, în care Dumnezeul avraaamic a creat Universul. În alte povestiri, Universul este creat din unirea zeităților masculine și feminine, ca în mitul Maori. În alte povestiri Universul este creat prin fabricarea din materiale preexistente, cum ar fi cadavrul unui zeu mort - ca Tiamat în epicul babilonian Enuma Elish sau gigantul Ymir în mitologia nordică - sau din materiale haotice, ca în Izanagi și Izanami în mitologia japoneză. În alte povestiri, Universul emană din principiile fundamentale, ca în Brahman și Prakrti, mitul creației africanilor Serer  sau Yin și Yang din Tao.

### Modele filosofice

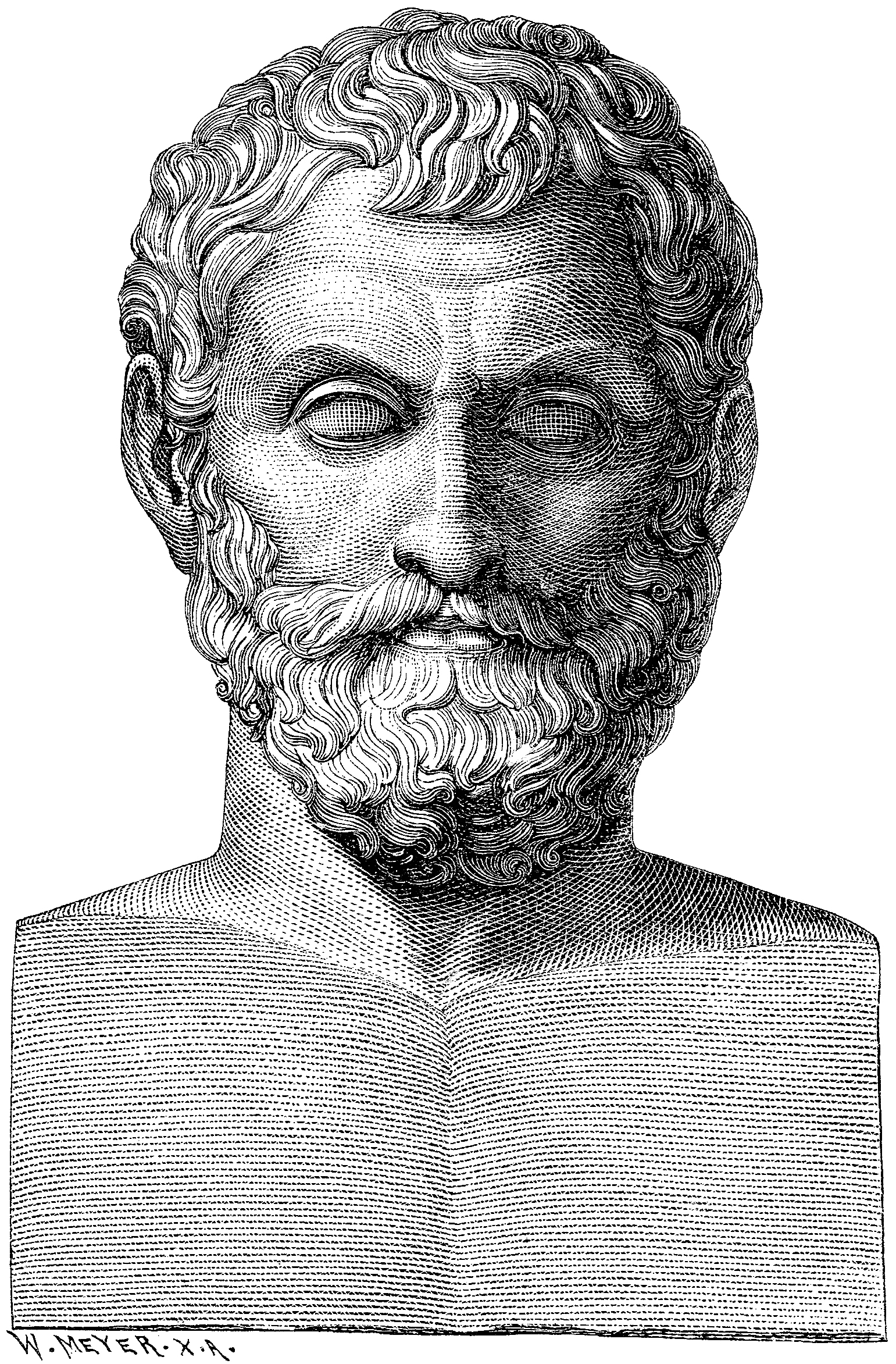
Thales a fost primul filosof grec care a introdus noțiunea de element material primar al tuturor lucrurilor și fenomenelor cosmice și pe care l-a identificat ca fiind apa.

Filosofii greci presocratici și filosofii indieni au dezvoltat unele dintre cele mai vechi concepte filosofice ale Universului. Cei mai vechi filosofi greci au remarcat că aparențele pot fi înșelătoare și căutau să înțeleagă realitatea din spatele aparențelor. În special, ei au remarcat capacitatea materiei de a-și schimba forma (de exemplu, de la gheață la apă până la abur), iar mai mulți filosofi au sugerat că toate materialele fizice din lume sunt forme diferite ale unui singur material primordial sau arche. Primul care a făcut acest lucru a fost Thales, care a crezut că acest material primordial a fost apa. Studentul lui Thales, Anaximandru, a sugerat că totul provenea din apeironul nemărginit. Anaximene a susținut că materialul primordial era aerul, datorită calităților sale atractive și repulsive percepute, care determină ca arche să se condenseze sau să disocieze în diferite forme. Anaxagora a sugerat Nousul, în timp ce Heraclit a sugerat focul. Empedocle a crezut în patru elemente: pământ, apă, aer și foc iar modelul său a devenit foarte popular. La fel ca Pitagora, Platon credea că toate lucrurile erau alcătuite dintr-un număr, elementele lui Empedocle luând forma solidelor platonice. Democrit și filosofii mai târzii - mai ales Leucip - au crezut că Universul este alcătuit din atomi indivizibili care se deplasează printr-un gol (vid), deși Aristotel nu credea că este fezabil pentru că aerul, ca și apa, oferă rezistență la mișcare. Aerul se va grăbi imediat să umple un gol și, în plus, fără rezistență, ar face acest lucru pe termen nelimitat.
Deși Heraclit credea că totul este schimbare (Panta rei), contemporanul său Parmenide credea că orice schimbare este o iluzie, că realitatea care stă la bază este veșnică neschimbătoare și de natură unică. Parmenide numea această realitate ca τὸ ἐν (Unul). Ideea lui Parmenide părea inutilă pentru mulți greci, însă studentul său Zenon din Elea i-a provocat cu câteva paradoxuri faimoase. Aristotel a răspuns acestor paradoxuri dezvoltând noțiunea de infinitate potențială numărabilă, precum și continuumul divizibil infinit. Spre deosebire de ciclurile veșnice și neschimbate ale timpului, el credea că lumea este limitată de sferele celeste și că magnitudinea cumulativă stelară este doar multiplicativă finită.
Filosoful indian Kanada, fondator al școlii Vaiseshika, a dezvoltat o noțiunea de atomism și a propus ca lumina și căldura să fie varietăți ale aceleiași substanțe. În secolul al V-lea, filosoful atomist budist Dignāga a propus ca atomii să fie de dimensiuni punctuale, fără durată și făcuți din energie. El a negat existența unei materii substanțiale și a sugerat că mișcarea constă din clipe de moment ale unui curent de energie.
Noțiunea de finitism temporal a fost inspirată de doctrina creației împărtășită de cele trei religii avraamice: iudaismul, creștinismul și islamul. Filosoful creștin, Ioan Filopon a prezentat argumentele filosofice împotriva noțiunii antice grecești despre un trecut și viitor infinit. Argumentele lui Filopon împotriva unui trecut infinit au fost folosite de filosoful musulman Al-Kindi (Alkindus), filosoful evreu Saadia Gaon (Saadia ben Joseph) și teologul musulman Al-Ghazali (Algazel).

### Modele astronomice

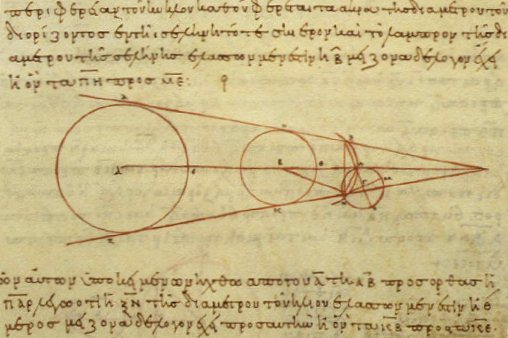
Calcule trimise în secolul al III-lea de Aristarh privind dimensiunile relative ale Soarelui, Pământul și Lunii (de la stânga la dreapta), după o copie greacă din secolul al X-lea.

Modelele astronomice ale Universului au fost create odată cu începutul astronomiei în Sumerul antic. Primele modele au privit lumea ca un disc plat care plutește în ocean și a format premisa pentru primele hărți grecești timpurii, cum ar fi cele ale lui Anaximandru și Hecataeus din Milet. Mai târziu, filosofii greci, observând mișcările corpurilor cerești, erau preocupați de dezvoltarea modelelor Universului bazate mai profund pe dovezi empirice. 
În secolul al IV-lea î.Hr., Aristotel a elaborat un model cosmologic în care Pământul era situat în centrul unui univers format din 54 de sfere cristaline, aflate una în interiorul celeilalte. Stelele erau fixate pe sfera cea mai îndepărtată de Pământ, iar planetele pe sferele mai apropiate. Cu excepția Pământului, totul era etern și neschimbător și toate se roteau în jurul său. Concepția lui a fost ulterior rafinată printr-un model matematic elaborat de către alexandrinul Claudius Ptolemeu în secolul al II-lea d.Hr.
În universul pitagoreic, Pământul devine un bulgăre sferic, iar în jurul său, soarele, luna și planetele se rotesc în cercuri concentrice. Succesorul lui Pitagora, filosoful și matematicianul grec Philolaos, a postulat (conform lui Stobaeus) că în centrul Universului era un "foc central" în jurul căruia se rotesc nouă corpuri cerești: Antichton (sau antipământul, o planetă invizibilă), Pământul, Luna, Soarele, cinci planete, după care urma sfera purtătoare a stelelor fixe.
Astronomul grec Aristarh din Samos a fost primul care a propuns un model heliocentric al Universului. Deși textul original a fost pierdut, o referință în cartea lui Arhimede Calculul Firelor de Nisip descrie modelul heliocentric al lui Aristarh. Și Plutarh, în tratatul său Despre fața de pe discul lunii se referă la modelul cosmologic al lui Aristarh. Aristah a desăvârșit evoluția începută de Pitagora și continuată de Philolaos și Heracleides, ajungând la heliocentrism. El a crezut că stelele sunt foarte îndepărtate și a privit acest lucru ca fiind motivul pentru care paralaxul stelar nu fusese observat, adică nu s-a observat că stelele se mișcă relativ reciproc, pe măsură ce Pământul se mișcă în jurul Soarelui. Stelele sunt de fapt mult mai departe decât distanța care a fost în general asumată în antichitate, motiv pentru care paralaxul stelar este detectabil doar cu instrumente de precizie. Modelul geocentric, în concordanță cu paralaxul planetar, a fost considerat o explicație pentru neobservabilitatea fenomenului paralel, paralaxa stelară. 

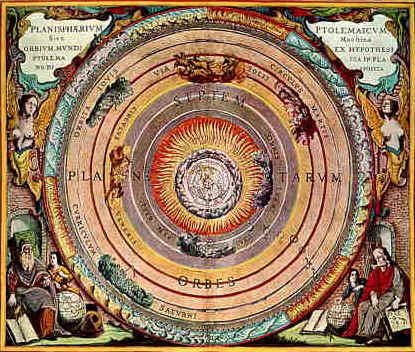
Modelul geocentric al lui Ptolemeu, cu ilustrația bogată din atlasul
Harmonia Macrocosmica a lui Andreas Cellarius (1660).

Singurul astronom din antichitate cunoscut că a susținut modelul heliocentric al lui Aristarh a fost grecul Seleucus din Seleucia, care a trăit la un secol după Aristarh. Seleucus a fost primul care a afirmat că valurile sunt datorate atracției Lunii și că înălțimea mareelor depinde de poziția Lunii față de Soare. În Evul Mediu, modelele heliocentrice au fost de asemenea propuse de astronomul indian Aryabhata, și de către astronomii persani Albumasar și Al-Sijzi.
Modelul aristotelian a fost acceptat în lumea occidentală timp de aproximativ două milenii, până când Copernic a reînviat perspectiva lui Aristarh, că datele astronomice ar putea fi explicate mai plauzibil dacă Pământul s-ar roti pe axa sa și dacă Soarele ar fi plasat în centrul Universului. În secolul al XVII-lea, odată cu Johannes Kepler, pentru prima dată din antichitate, nu numai că s-au descris mișcările cerești în termeni geometrici dar li s-a asociat și o cauză fizică, ducând la cele trei legi ale lui Kepler.
Această cosmologie a fost acceptată de Isaac Newton, de Christiaan Huygens și de oamenii de știință mai târzii. Edmund Halley (1720) și Jean-Philippe de Chéseaux (1744) au remarcat în mod independent faptul că ipoteza unui spațiu infinit umplut uniform cu stele ar duce la prezicerea că cerul pe timpul nopții ar fi la fel de strălucitor ca Soarele; acest lucru a devenit cunoscut ca paradoxul lui Olbers în secolul al XIX-lea. Newton credea că un spațiu infinit umplut uniform cu materie, ar determina forțe infinite și instabilități care ar face ca materia să fie zdrobită spre interior sub propria gravitație. Această instabilitate a fost clarificată în 1902 de criteriul de instabilitate Jeans. O soluție la aceste paradoxuri este universul Charlier, în care materia este aranjată ierarhic (sisteme de corpuri care orbitează pe orbite într-un sistem mai mare, ad infinitum) într-un mod fractal, astfel încât Universul are o densitate totală neglijabilă; un astfel de model cosmologic fusese propus și mai devreme în 1761 de către Johann Heinrich Lambert. Un progres astronomic semnificativ al secolului al XVIII-lea a fost realizarea de către Thomas Wright, Immanuel Kant și alții despre nebuloase.
În 1919, când Telescopul Hooker a fost finalizat, viziunea dominantă era că Universul era format în întregime din galaxia Calea Lactee. Cu ajutorul Telescopului Hooker, Edwin Hubble a identificat cefeide în mai multe nebuloase spirale, iar în 1922-1923 s-a dovedit că nebuloasa Andromeda și Triangulum, printre altele, erau galaxii de sine stătătoare, dovedind astfel că Universul constă dintr-o mulțime de galaxii.
Epoca modernă a cosmologiei fizice a început în 1917, când Albert Einstein a publicat modificările finale a relativității generale în lucrarea "Considerații cosmologice ale teoriei generale a relativității". În 1922, Alexander Friedmann a introdus ideea unui univers în expansiune care conținea materie în mișcare iar în 1927, preotul belgian Georges Lemaître a propus ceea ce mai târziu se va numi modelul Big Bang.